# Sonchus oleraceus

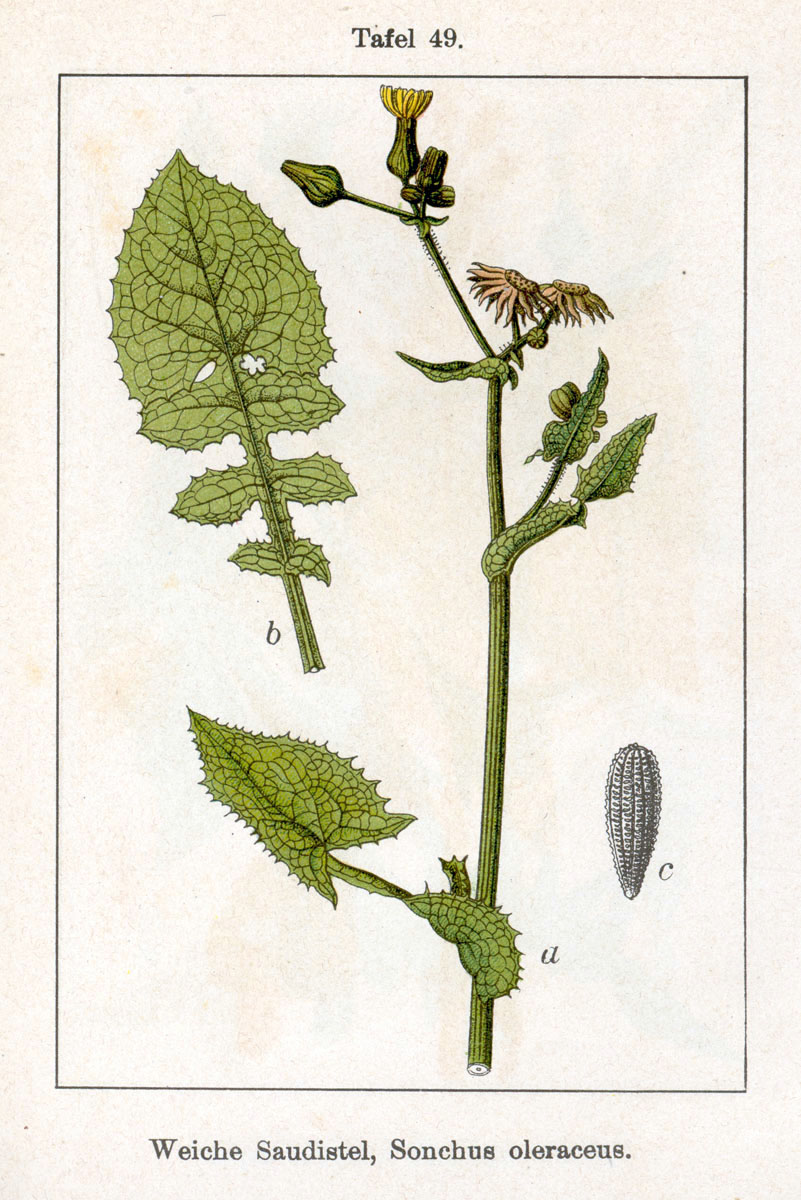
Sonchus oleraceus

A serralha, serralha-branca ou serrallha-macia (Sonchus oleraceus) é uma planta herbácea da familia Asteraceae.
Encontrada em quase todo o mundo, é comestível e rica em vitaminas A, D e E; possui um sabor amargo e paladar que lembra o espinafre, e é usada em saladas. Também é utilizada com fins medicinais.
Planta ruderal, frequentemente próxima às cercas e muros nos quintais e em terrenos baldios, habita ainda campos de cultivo, hortas, jardins, mas também de forma menos expressiva habitats naturais.
Geralmente é encontrada próxima às cercas e muros nos quintais e nos terrenos baldios; alcança entre 30 a 80 cm de altura.

## Propriedades medicinais
- Contém flavonoides
- Utilizada no tratamento de vitiligo
- Usa-se como estimulante do apetite
- Adstringente
- Fortificante do sistema nervoso